# Haushüter
Die Dienstleistung Haushüter oder Homesitter stammt aus den USA und fand in den 1980er Jahren auch in Deutschland Verbreitung.
Als Haushüten bezeichnet man die Betreuung von Anwesen, deren Besitzer vorübergehend verreist sind. Es werden insbesondere Tiere betreut und Pflanzen gegossen. Ein wesentlicher Teil der Leistung ist die permanente Anwesenheit im Haus mit klar vorgegebenen Ausgehzeiten von maximal vier Stunden am Tag.
Darüber hinaus wird auch eine lediglich stundenweise Betreuung von Haustieren und Pflanzen in Haus und Garten angeboten.
Seriöse Haushüter-Agenturen bieten für den Betreuungszeitraum eine Betriebshaftpflichtversicherung und für die Mitarbeiter eine Unfallversicherung.
Je nach nationalen Bestimmungen kann für ausländische Homesitter ein Arbeitsvisum oder eine Arbeitserlaubnis erforderlich sein, auch wenn außer der unentgeltlichen Unterbringung kein Entgelt gewährt wird.